# Benny Begin
Ze'ev Binyamin (Benny) Begin (Hebreeuws: זאב בנימין בגין) (Jeruzalem, 1 maart 1943) is een Israëlische geoloog en politicus. Hij is de zoon van oud-premier Menachem Begin en - evenals zijn vader - lid van de conservatief-liberale Likoed. In 1996 was hij kortstondig minister van wetenschap. Van 2009 tot 2013 zat hij in de Knesset, waarin hij van 1988 tot 1999 ook al vertegenwoordigd was. Van 2009 tot 2013 maakte hij ook deel uit van de tweede regering van premier Benjamin Netanyahu. Sinds 31 maart 2015 zetelt hij opnieuw in de Knesset.

## Biografie
Begin jr. diende van 1960 tot 1963 in het Israëlische leger alsmede - op vrijwillige basis - van 1975 tot 1976. Hij studeerde geologie aan de Hebreeuwse Universiteit van Jeruzalem en promoveerde in 1978 aan de Colorado State University. Van 1965 tot 1988 was hij in leidinggevende functies werkzaam bij het Geologisch Instituut van Israël. Ook was hij als coördinator betrokken bij de aanleg van een kerncentrale. Van 1989 tot 2008 stond hij aan het hoofd van het Onderzoeksinstituut van het College van Judea en Samaria. Van zijn hand verschenen enige geologische publicaties, onder meer over de Dode Zee en de Vlakte van Jericho.

### Politiek
In november 1988 werd Begin jr. in de 12e Knesset verkozen, een positie die hij behield tot juni 1999. Tijdens zijn eerste periode in de Knesset was hij lid van de commissie van buitenlandse zaken en defensie en ook enige tijd lid van de commissie van (grond)wettelijke en juridische zaken. Gedurende de tweede helft van 1996 was hij minister van wetenschap in de eerste regering van partijgenoot Benjamin Netanyahu. Begin jr. gold als een partijprominent en deed in 1993 een mislukte gooi naar het partijleiderschap. Hij verzette zich hevig tegen ontmoetingen van premier Netanyahu met PLO-leider Yasser Arafat en trachtte aan te tonen dat de PLO haar afspraken op basis van de Oslo-akkoorden van 1993 niet zou zijn nagekomen en een verbond met Hamas zou hebben gesloten. In januari 1997 stemde hij als minister dan ook tegen het Hebron-akkoord en stapte uit het kabinet. Als parlementariër stemde hij eveneens tegen het Wye Plantation-akkoord.
Eind 1998 stapte Begin jr. ook uit de Likoed. Vervolgens richtte hij op 23 februari 1999 Heroet - De Nationale Beweging op (als een voortzetting van de indertijd door zijn vader opgerichte Heroet, die later in de Likoed was opgegaan) en voerde een gezamenlijke lijst van Heroet, Moledet en Tkoema aan, die zich verzette tegen een verdere terugtrekking uit de Palestijnse Gebieden. Als leider van Heroet - De Nationale Beweging deed hij een vergeefse poging bij de premiersverkiezingen van 1999 het minister-presidentschap binnen te halen. Vanwege de teleurstellende verkiezingsuitslag van 1999 voor de Nationale Unie - de alliantie die de hierboven genoemde drie partijtjes met elkaar waren aangegaan en die niet meer dan vier zetels behaalde - verliet hij na afloop van de 14e Knesset het parlement.
Eind 2008 verzoende hij zich weer met de Likoed en op 24 februari 2009 nam hij opnieuw voor deze partij zitting in de nieuw gekozen, 18e Knesset. Eveneens werd hij op 31 maart van datzelfde jaar minister zonder portefeuille in de op die datum van start gegaan zijnde tweede regering van Netanyahu. Heel even was hij opnieuw minister zonder portefeuille, ditmaal in het kabinet-Netanyahu IV dat op 14 mei 2015 het levenslicht zag. Na overleg was hij per 1 juni 2015 alweer minister af omdat partijgenoot Gilad Erdan op 25 mei tot het kabinet was toegetreden en overeenkomstig de afspraak met de andere regeringspartners het aantal ministers van de zijde van Likoed tot dertien beperkt dient te blijven.

## Persoonlijk
Begin jr. is getrouwd en heeft zes kinderen. Een van zijn kinderen verloor tijdens een training als gevechtspiloot het leven. Hij is woonachtig te Jeruzalem.

## Opvattingen
Begin jr. huldigt nog dezelfde opvattingen als toen hij in 1999 de politiek voor gezien hield en meent dat in tegenstelling tot destijds de meerderheid van de Israëliërs er heden ten dage net zo over denkt als hij. Zo is hij nog steeds tegen het terugtrekken van het Israëlische leger uit de Westelijke Jordaanoever alsook tegen het ontmantelen van de Israëlische nederzettingen aldaar zonder een onderliggende overeenkomst met de Palestijnse Autoriteit. Omdat hij inschat dat zo'n overeenkomst niet in het verschiet ligt, verwacht hij dat een terugtrekking noch een ontmanteling zullen plaatsvinden.

## Overzicht politieke loopbaan
- Knessetlid: 
  - 21 november 1988 - 7 juni 1999 (12e, 13e en 14e Knesset)
  - 24 februari 2009 - 4 februari 2013 (18e Knesset)
  - 31 maart 2015 - heden (20e Knesset)
- Minister van Wetenschap: 
  - 18 juni 1996 - 16 januari 1997 (27e regering)
- Minister zonder portefeuille:
  - 31 maart 2009 - 18 maart 2013 (32e regering)
  - 14 mei 2015 - 1 juni 2015 (34e regering)

- Bibliothèque nationale de France: cb125528272 (data)
- Catàleg d'autoritats de noms i títols de Catalunya: 981058522824406706
- CiNii: DA07708104
- Gemeinsame Normdatei: 124926428
- International Standard Name Identifier: 0000 0001 1639 6511
- Library of Congress Control Number: n86843812
- Nationale Bibliotheek van Israël: 987007311817205171
- Réseau des bibliothèques de Suisse occidentale: 02-A014199787
- Système universitaire de documentation: 034814469
- Trove: 979063
- Virtual International Authority File: 50173915
- WorldCat: E39PBJh4wPVTbhFh9R76qrTvHC